# Ke Huy Quan
Ke Huy Quan (chinois : 關繼威, vietnamien : Quan Kế Huy), né le 20 août 1971 à Saïgon, au Viêt Nam, est un acteur et cascadeur américain. 
À ses débuts, il se fait appeler Jonathan Ke Quan. En 1984, il se fait connaître pour son rôle de Demi-Lune dans Indiana Jones et le Temple maudit, puis pour celui de Data dans Les Goonies l'année suivante. Après une traversée du désert professionnelle, il fait un retour tonitruant au cinéma en 2022 avec son interprétation de Waymond Wang dans Everything Everywhere All at Once, succès critique, qui lui vaut plusieurs récompenses dont la plus prestigieuse, celle de l'Oscar du meilleur acteur dans un second rôle.

## Biographie
Ke Huy Quan naît le 20 août 1971 à Saïgon (aujourd'hui Hô Chi Minh-Ville), alors au Viêt Nam du Sud. Ses parents demandent l'asile politique aux États-Unis, lorsque la ville tombe aux mains de l'Armée populaire vietnamienne en 1975. Naturalisé américain, il s'installe avec sa famille en Californie, où il suit des études à Mount Gleason Jr. High de Tujunga, puis à l'Alhambra High School à Alhambra.
Repéré par Steven Spielberg, il entame une carrière au cinéma en 1984 à l'âge de 12 ans aux côtés d'Harrison Ford dans Indiana Jones et le Temple maudit, où il incarne Demi-Lune. Il enchaîne l'année suivante avec une autre production Amblin Entertainment : Les Goonies. Il apparaît aussi dans plusieurs séries télévisées comme Together We Stand (en), Sois prof et tais-toi ! et Les Contes de la crypte.
Parlant couramment le cantonais, le vietnamien, le mandarin et l'anglais, il est diplômé de l'USC School of Cinematic Arts, puis parfait sa formation à l'université de Manchester au Royaume-Uni.
Initié au taekwondo par le cascadeur Philip Tan lors du tournage d'Indiana Jones et le Temple maudit, il le pratique ensuite avec Tan Tao-liang et se spécialise peu à peu dans la chorégraphie de combats, notamment pour le film X-Men (2000) et en assistant Corey Yuen pour The One (2001).
Sa prestation en tant que mari de Michelle Yeoh dans Everything Everywhere All at Once (2022) lui permet de recevoir un accueil critique favorable et de nombreuses récompenses, dont l'Oscar du meilleur acteur dans un second rôle en mars 2023. Sa carrière d'acteur est ainsi relancée et il retrouve une visibilité auprès du grand public après son rôle de Demi-Lune 38 ans plus tôt.
En août 2024, Disney révèle à la convention D23 l'avoir choisi pour qu'il prête sa voix au personnage de Gary, un serpent au cœur de l'intrigue de Zootopie 2.

## Filmographie

### Acteur

#### Cinéma
- 1984 : Indiana Jones et le Temple maudit (Indiana Jones and the Temple of Doom) de Steven Spielberg : Demi-Lune
- 1985 : Les Goonies (The Goonies) de Richard Donner : Richard « Data » Wang
- 1987 : Passenger: Sugisarishi hibi de Seiji Izumi : Rick
- 1991 : Breathing Fire (en) de Lou Kennedy, Brandon Pender et Brandon De-Wilde : Charlie Moore
- 1992 : California Man de Les Mayfield : Kim
- 2002 : Second Time Around de Jeffrey Lau : Sing Wong
- 2021 : Ohana ou le trésor caché (Finding Ohana) de Jude Weng : George Phan
- 2022 : Everything Everywhere All at Once de Dan Kwan et Daniel Scheinert : Waymond Wang
- 2025 : The Electric State d'Anthony et Joe Russo : Dr Amherst
- 2025 : Back to Business de Jonathan Eusebio : Marvin Gable

#### Télévision
Séries télévisées
- 1986-1987 : Together We Stand (en) : Sam
- 1990-1991 : Sois prof et tais-toi (Head of the Class) : Jasper Kwong
- 1991 : Les Contes de la crypte (Tales from the Crypt) : Josh
- 2023 : Loki : Ouroboros « OB », le réparateur du TVA  (saison 2)
- 2023 : American Born Chinese (en) : Freddy Wong

### Divers
- 1999 : Voodoo (court-métrage) de Gregg Bishop (directeur de la photographie, monteur, producteur)
- 2000 : X-Men de Bryan Singer (cascadeur, superviseur des scènes de cascades, chorégraphe des combats)
- 2001 : The Other Side de Gregg Bishop (bruiteur, monteur additionnel)
- 2001 : The One de James Wong (assistant-réalisateur de Corey Yuen pour les scènes d'actions, chorégraphe des combats)

## Distinctions

### Récompenses
- 2022 : Atlanta Film Critics Circle Awards du meilleur acteur dans un second rôle dans une comédie dramatique pour Everything Everywhere All at Once (2022).
- 2022 : Black Film Critics Circle Awards du meilleur acteur dans un second rôle dans une comédie dramatique pour Everything Everywhere All at Once (2022).
- 2022 : Boston Online Film Critics Association Awards du meilleur acteur dans un second rôle dans une comédie dramatique pour Everything Everywhere All at Once (2022).
- 2022 : Boston Society of Film Critics Awards du meilleur acteur dans un second rôle dans une comédie dramatique pour Everything Everywhere All at Once (2022).
- 2022 : Chicago Film Critics Association Awards du meilleur acteur dans un second rôle dans une comédie dramatique pour Everything Everywhere All at Once (2022).
- 2022 : Dallas-Fort Worth Film Critics Association Awards du meilleur acteur dans un second rôle dans une comédie dramatique pour Everything Everywhere All at Once (2022).
- 2022 : Florida Film Critics Circle Awards du meilleur acteur dans un second rôle dans une comédie dramatique pour Everything Everywhere All at Once (2022).
- 2022 : Gotham Independent Film Awards du meilleur acteur dans un second rôle dans une comédie dramatique pour Everything Everywhere All at Once (2022).
- 2022 : Hollywood Critics Association Midseason Awards du meilleur acteur dans un second rôle dans une comédie dramatique pour Everything Everywhere All at Once (2022).
- 2022 : Indiana Film Journalists Association Awards du meilleur acteur dans un second rôle dans une comédie dramatique pour Everything Everywhere All at Once (2022).
- 2022 : Las Vegas Film Critics Society Awards du meilleur acteur dans un second rôle dans une comédie dramatique pour Everything Everywhere All at Once (2022).
- 2022 : Los Angeles Film Critics Association Awards : Meilleur acteur dans un second rôle dans une comédie dramatique pour Everything Everywhere All at Once (2022).
- Saturn Awards 2022 : Meilleur acteur dans un second rôle dans une comédie dramatique pour Everything Everywhere All at Once (2022).
- 2023 : Alliance of Women Film Journalists Awards du meilleur acteur dans un second rôle dans une comédie dramatique pour Everything Everywhere All at Once (2022).
- 2023 : Critics Association of Central Florida Awards du meilleur acteur dans un second rôle dans une comédie dramatique pour Everything Everywhere All at Once (2022).
- Golden Globes 2023 : Meilleur acteur dans un second rôle dans une comédie dramatique pour Everything Everywhere All at Once (2022).
- Screen Actors Guild Awards 2023 : Meilleur acteur dans un second rôle dans une comédie dramatique pour Everything Everywhere All at Once (2022).
- Oscars 2023 : Meilleur acteur dans un second rôle dans une comédie dramatique pour Everything Everywhere All at Once (2022).